# Jacoponi (calciatore)
 Jacoponi (fl. XX secolo) è stato un calciatore italiano, di ruolo attaccante.

## Carriera
Con l'Alba Audace disputa 14 gare con 4 gol all'attivo nel campionato di Divisione Nazionale 1926-1927. Fu uno dei primi giocatori della neonata Roma.